# Ozzy Osbourne
John Michael Osbourne (n. 3 decembrie 1948, Marston Green⁠(d), Bickenhill and Marston Green⁠(d), Anglia, Regatul Unit – d. 22 iulie 2025, Jordans⁠(d), Chalfont St Giles⁠(d), Anglia, Regatul Unit), cunoscut ca Ozzy Osbourne, a fost un muzician, compozitor, actor și cantautor englez. A fost vocalistul și fondatorul uneia dintre cele mai cunoscute formații de heavy metal din toate timpurile, Black Sabbath. Ulterior a avut parte de o carieră solo de succes, alături de chitariști extraordinari precum Randy Rhoads sau Zakk Wylde.
Pe 5 iulie 2025, Osbourne a urcat pentru ultima oară pe scenă, în cadrul concertului Back to the Beginning, marcându-și retragerea din viața concertistică din cauza problemelor de sănătate. Anunțase încă de la începutul anului că acel spectacol va fi ultimul susținut în fața publicului, deși își dorea să continue activitatea în studio. A încetat din viață câteva săptămâni mai târziu, pe 22 iulie.

## Copilăria și începutul de carieră
John Michael Osbourne s-a născut pe 3 decembrie 1948. Tatăl său, Jack, a fost muncitor, iar mama sa, Lillian, a lucrat pentru o firmă constructoare de mașini. A fost al patrulea din cei șase copii ai cuplului Osbourne, cu încă un frate și trei surori.
Chiar dacă face parte dintr-o familie numeroasă, Ozzy a locuit împreună cu familia sa într-un apartament cu două camere. Porecla Ozzy a primit-o în școala generală, iar de atunci toți cunoscuții l-au strigat așa, în afară de prima soție, Thelma, care îi spunea John.
Încă de mic copil a avut mari deficiențe de vorbire, iar în timpul școlii a avut de suferit din această cauză pentru ca a fost adesea abuzat de învățători din acest motiv. În timpul școlii a participat la serbări, cântând în cele mai multe dintre ele. La vârsta de 15 ani a abandonat școala și a lucrat ca muncitor în construcții, în diverse service-uri auto, ca instalator.
A petrecut șase săptămâni în pușcărie pentru că a fost acuzat de furt dintr-un magazin de haine. În 1967 a fost prima oară când a făcut parte dintr-o trupă de muzică, Rare Breed, care au devenit mai târziu Black Sabbath, în 1969.

## Probleme de sănătate și deces
La 6 februarie 2019, Osbourne a fost internat într-o locație nedezvăluită, la recomandarea medicului, din cauza unor complicații provocate de gripă, ceea ce a dus la amânarea segmentului european al turneului său No More Tours II. Problemele de sănătate au fost descrise ca o infecție severă a căilor respiratorii superioare, apărută în urma unei gripe, iar medicul a considerat că aceasta ar fi putut evolua în pneumonie, având în vedere efortul fizic implicat de spectacolele live și programul intens de călătorii prin Europa, în condiții de iarnă.
Până la 12 februarie 2019, Osbourne fusese transferat la terapie intensivă. Organizatorii turneului, Live Nation, s-au declarat atunci încrezători că artistul va fi „în formă și sănătos” pentru a susține concertele programate în Australia și Noua Zeelandă în luna martie. Totuși, Osbourne a anulat în cele din urmă întregul turneu, precum și toate aparițiile programate pentru 2019, după ce a suferit răni grave în urma unei căzături în locuința sa din Los Angeles, în timp ce încă se recupera după pneumonie.
În februarie 2019, Osbourne a fost diagnosticat cu boala Parkinson, dar a făcut public acest fapt abia în ianuarie 2020. Boala l-a împiedicat în cele din urmă să mai meargă. În februarie 2020, a anulat și turneul nord-american planificat pentru acel an, alegând să urmeze un tratament specializat în Elveția, până în aprilie. Tot în 2020, Osbourne a dezvăluit că suferă și de emfizem, o afecțiune pulmonară cauzată de fumat.
Osbourne a murit în dimineața zilei de 22 iulie 2025, la vârsta de 76 de ani. Familia a confirmat că, în momentul decesului, era înconjurat de cei dragi. După „Back to the Beginning”, concertul final cu Black Sabbath de pe 5 iulie 2025 la Villa Park din Birmingham, a susținut ultima reprezentație, fiind aşezat pe un tron din cauza stării de sănătate. A mai rămas în viață aproximativ 17 zile, timp în care s-a retras la domiciliu, unde a murit liniștit, fiind alături de soția sa, Sharon, și copiii lor.

## Filmografie
- The Osbournes (2002)
- Moulin Rouge! (2001)
- Trick or Treat (1986)

## Discografie
- Blizzard of Ozz - 1980
- Diary of a Madman - 1981
- Bark at the Moon - 1983
- The Ultimate Sin - 1986
- No Rest for the Wicked - 1988
- No More Tears - 1991
- Ozzmosis - 1995
- Down to Earth - 2001
- Under Cover - 2005
- Black Rain - 2007
- Scream - 2010
- Ordinary Man - 2020
- Patient Number 9 - 2022